# یواس‌سی‌جی‌سی ماتاگوردا (دبلیوای‌وی‌پی-۳۷۳)
یواس‌سی‌جی‌سی ماتاگوردا (دبلیوای‌وی‌پی-۳۷۳) (به انگلیسی: USCGC Matagorda (WAVP-373)) یک کشتی بود. این کشتی در سال ۱۹۴۱ ساخته شد.